# Porona dissimilis
Porona dissimilis là một loài bướm đêm trong họ Geometridae.